# مشارکت فعال از سوی ارایه دهندگان شبکه برای p2p
P4P یا مشارکت فعال از سوی ارائه‌دهنده شبکه برای P2P ، یک روش برای بهینه‌ کردن اتصالات همتا به همتا برای ارائه‌دهندگان خدمات اینترنتی (ISP) و نرم‌افزارهای همتا به همتا (P2P) است. P4P می‌تواند هزینه‌های قابل‌توجه یک ISP را کاهش داده و همچنین استفاده کردن از اتصالات محلی، زمان دانلود را برای دانلودکنندگان P2P تا 45% می‌تواند افزایش دهد،  اما منتقدان می‌گویند که این امر به نفع دانلودکنندگان در برخی از ISPها است، اما هزینه را برای دیگران افزایش می‌دهد و به ضررشان است.

## توضیحات
گروه کاری P4P (P4PWG) در سال 2007 تاسیس شد و شرکت‌کنندگان آن از ارائه‌دهندگان خدمات اینترنتی، گروه فیلم / محتوا و صنایع P2P تشکیل شده‌اند.  تمرکز این برنامه بر روی کمک به ارائه‌دهندگان خدمات اینترنتی در مدیریت تقاضای فایل‌های رسانه‌ای بزرگ و امکان فراهم‌سازی توزیع قانونی است - آنها در حال ساخت مدلی هستند که باور دارند موثرترین روش انتقال فیلم و سایر فایل‌های بزرگ به مشتریان را فراهم می‌کند. مدل P2P فعلی اطلاعات را به طور یکسان با تمامی همتایان به اشتراک می گذارد، بدون در نظر گرفتن اینکه آیا آن‌ها نزدیک هستند یا خیر، که این منجر به ارسال و دریافت داده ها در سراسر جهان بین همتایان می شود اما زمانی که این امکان وجود دارد، به یکدیگر نمی رسد - اعضای گروه کار می گویند که در حال حاضر "الگوی ترافیک مشکلاتی را ایجاد می‌کند".
P4P با ایجاب استفاده‌ی ISP از یک "iTracker" جدید که اطلاعاتی در مورد چگونگی پیکربندی شبکه ISP فراهم میکند، کار می کند. نرم افزار کلاینت پی2پی (و سرورهای تورنت ، به نام ردیاب) می تواند iTracker را جستجو کند تا مسیرهای مبتنی بر داده‌ای را که ISP ترجیح می دهد، شناسایی کند و اتصالاتی را که بهتر است از آن‌ها اجتناب شود با توجه به زمان روز تغییر دهد. سپس نرم افزار پی2پی می تواند مشترکا به همتایانی که نزدیک‌تر هستند (یا ارزان‌تر هستند برای ISP) متصل شود و به جای اینکه رایانه‌ها تصادفی انتخاب شوند، به طور گزینشی آن‌ها را انتخاب کند.
این، سه روش برای پیدا کردن رایانه‌های محلی را فراهم می کند:
1. مشتری P2P اطلاعات شبکه را بدون معلوم کردن اینکه چه فایلی دانلود می‌شود، از iTracker مخصوص به ISP دریافت می کند. به طور جداگانه لیستی از همتایان را از ردیاب تورنت طبق معمول دریافت می کند. توجه داشته باشید زمان درخواست تورنت‌هایی با هزاران همتا، فقط فهرست کوتاهی از همتایان بالقوه ارسال می‌شود و یافتن همه همتایان محلی ممکن است درخواست‌های زیادی نیاز داشته باشد.
2. ردیاب تورنت می تواند اطلاعات شبکه را از iTracker پی۴پی ISP دریافت کند و از آن برای ارائه یک لیست سفارشی از همتایان محلی به مشتری P2P استفاده کند.
3. مشتری P2P می تواند از P4P iTracker پرس و جو کند و جزئیات فایل در حال دانلود را در اختیار آن قرار دهد. سپس iTracker ISP (به جای ردیاب تورنت) می تواند لیستی از همتایان محلی را در اختیار مشتری قرار دهد.

توجه داشته باشید که P4P شبکه های P2P را جایگزین یا کنترل نمی کند. P4P به ISP ها این امکان را می‌دهد که اطلاعات اضافی درمورد توپولوژی شبکه ارائه دهند که شبکه های P2P ممکن است از آن استفاده کنند تا ارسال داده‌های شبکه بهینه شود. این اطلاعات باید در ترکیب با سایر اطلاعاتی که شبکه‌های P2P جمع‌آوری می‌کنند، مانند نرخ‌ انتقال داده‌های مشابه مشاهده شده، استفاده شود. برای مثال، اگر یک شبکه P2P بین یک همتای "نزدیک" که کند است و یک همتای "دور" که سریع است، انتخاب کند، این تصمیم کاملاً تحت کنترل شبکه P2P است. از آنجایی که پیاده سازی P4P از جانب ISP ها و شبکه های P2P کاملاً داوطلبانه است، تنها در صورتی پذیرفته می شود که برای دو طرف سودمند باشد.

## انتقادات
نگرانی‌هایی از سوی ردیاب‌های P2P موجود وجود دارد که P4P ممکن است در آینده برای جلوگیری از تخلف‌های مربوط به کپی‌رایت استفاده شوند. گروه کاری P4P شامل برخی از اعضای برجسته صنعت سرگرمی و لابی‌های معروف ضد جلوگیری از کپی‌رایت است و اقداماتی برای جلوگیری نکردن از کپی‌رایت می‌تواند در آینده اضافه شود. 
همچنین صنعت P2P اظهار می‌کند که P4P ممکن است انتقال را برای برخی از کاربران کندتر کند. برای مثال، BitTorrent که برای سریع‌ترین همتایان موجود طراحی شده است – به جای سریعترین همتایان به نزدیک‌ترین همتایان خدمت‌رسانی کند، آنگاه بر سرعت باید تأثیر بگذارد. برابری و تعادل همتایان از بین می‌رود - کاربران در شبکه‌هایی که استخوان‌بندی خوبی دارند اما از سرعت آپلود کمی برخوردار هستند، با سرعت دانلود پایین مواجه خواهند شد و استفاده از همتایان محلی برای کاربرانی که از ISPهایی استفاده می‌کنند که P4P را پشتیبانی نمی‌کنند، مزیتی نخواهد داشت. 
توجه داشته باشید که P4P شبکه های P2P را جایگزین یا کنترل نمی کند. P4P به ISP ها این امکان را می‌دهد که اطلاعات اضافی درمورد توپولوژی شبکه ارائه دهند که شبکه های P2P ممکن است از آن استفاده کنند تا ارسال داده‌های شبکه بهینه شود. این اطلاعات باید در ترکیب با سایر اطلاعاتی که شبکه‌های P2P جمع‌آوری می‌کنند، مانند نرخ‌ انتقال داده‌های مشابه مشاهده شده، استفاده شود. برای مثال، اگر یک شبکه P2P بین یک همتای "نزدیک" که کند است و یک همتای "دور" که سریع است، انتخاب کند، این تصمیم کاملاً تحت کنترل شبکه P2P است. از آنجایی که پیاده سازی P4P از جانب ISP ها و شبکه های P2P کاملاً داوطلبانه است، تنها در صورتی پذیرفته می شود که برای دو طرف سودمند باشد. 

## لینک های خارجی
- DCIA P4P Working Group Membership بایگانی‌شده در ۲۰۰۸-۰۴-۲۱ توسط Wayback Machine
- Ars Technica: Verizon embraces P4P, a more efficient peer-to-peer tech (2008)